# Rahul Gandhi
Rahul Gandhi, sinh ngày 19 tháng 6 năm 1970, là đương kim Chủ tịch Đảng Quốc Đại của Ấn Độ, nghị sĩ  former Quốc hội Ấn Độ đại biểu cho khu vực bầu cử số 16 thuộc Amethi, Uttar Pradesh.

## Tiểu sử
Ông là con của Rajiv Gandhi và Sonia Gandhi, cháu nội của Indira Gandhi, chắt của Jawaharlal Nehru. Mang trong mình nhiệt huyết chính trị và bản lĩnh kiên cường, Rahul tiếp tục dấn thân vào con đường chính trị.
Ông từng theo học trường đại học Delhi, Harvard và Cambridge.
Ông đã bị Narendra Modi đánh bại trong cuộc bầu cử thủ tướng năm 2014.